# Książka blokowa

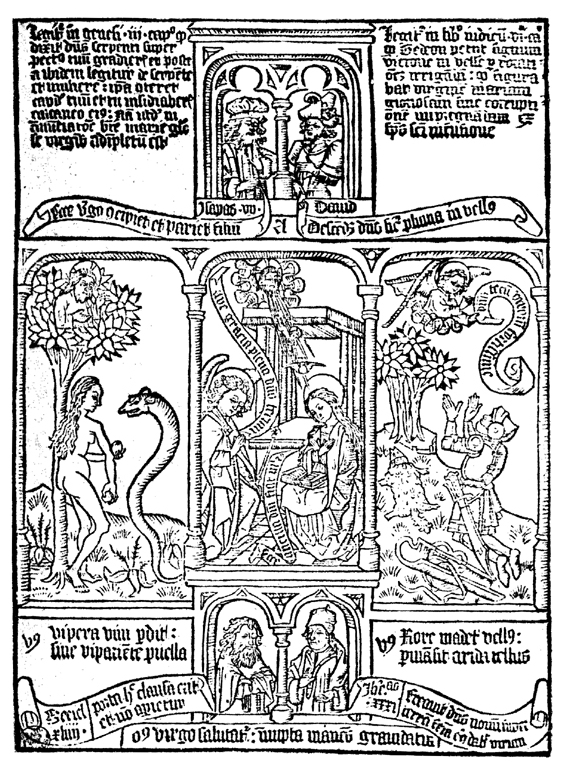
Strona z Bibliae Pauperum z XV wieku. Książka powielona techniką ksylograficzną.

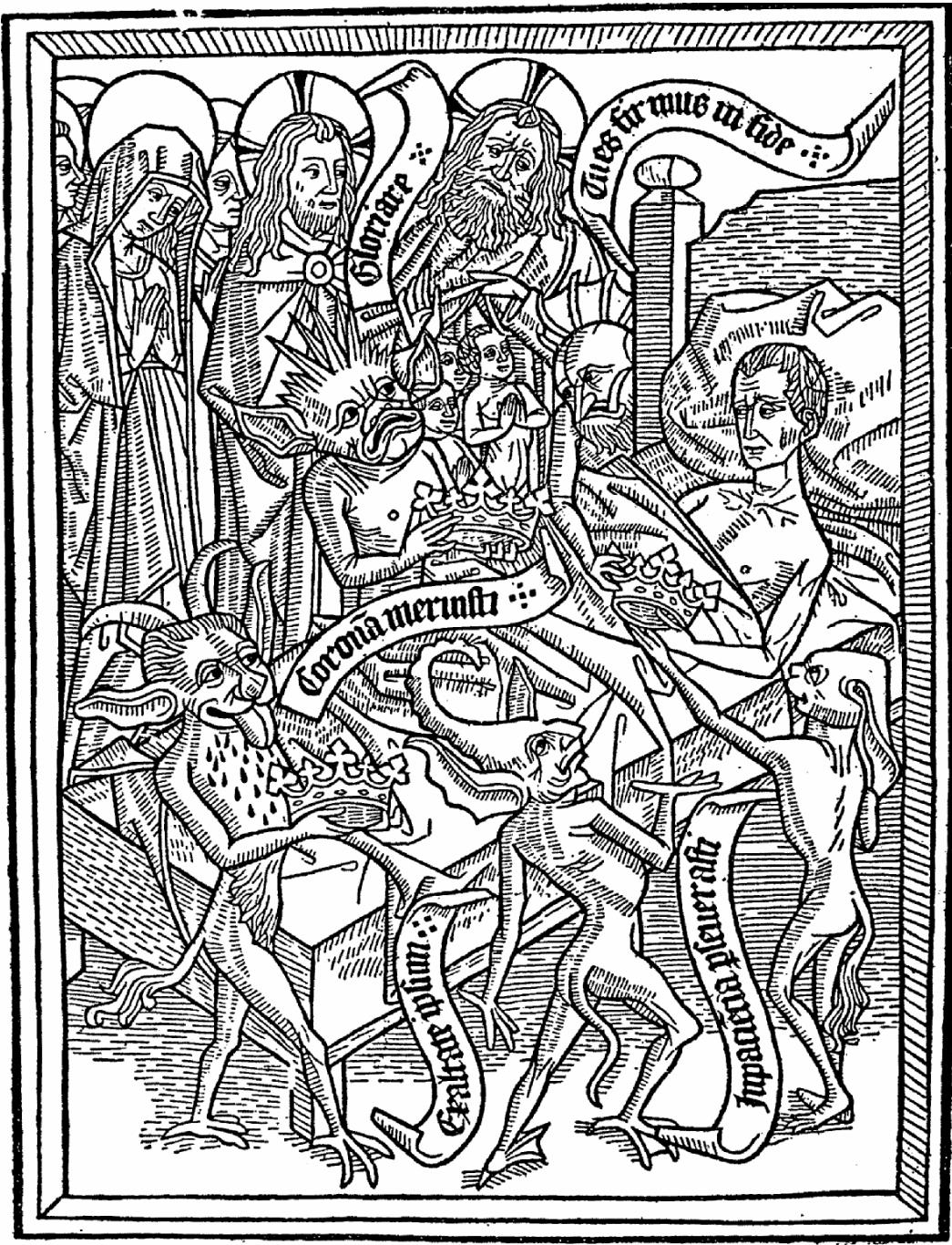
Pierwsza książka blokowa Ars Moriendi, Holandia 1460 rok

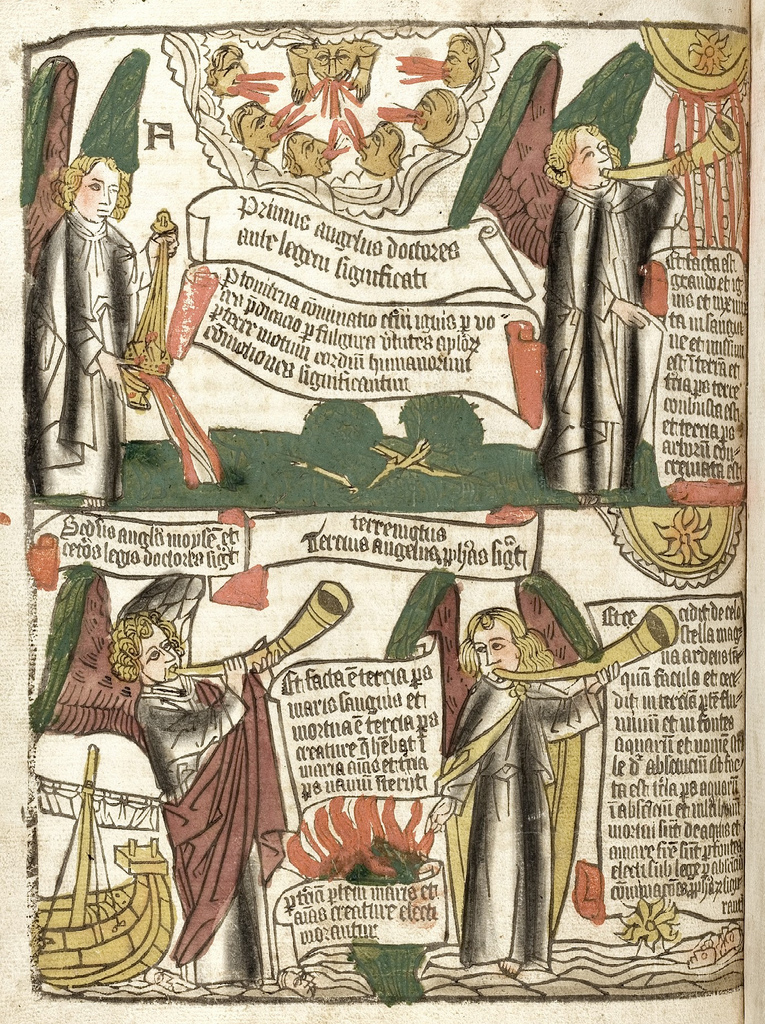
Strona z Apokalipsy wydanej w okresie 1450-1500

Książka blokowa (lub książka ksylograficzna z greckiego ksylon + grapho, drewno + piszę) – forma książki, która powstaje w wyniku odbijania jednostronnie stron (tekstu oraz rysunków) z klocków drzeworytowych.

## Historia powstania książki
Książka blokowa pojawiła się w Europie w XV wieku. Była to pośrednia forma pomiędzy rękopisem a książką drukowaną ruchomymi czcionkami. Dzieli się ją na kilka grup w zależności od stosunku obrazu do tekstu:
- obraz bez tekstu (były to głównie wizerunki świętych, karty do gier czy tarcze herbowe oraz mapy. Tekst dopisywany był ręcznie, a w późniejszym okresie odbijano go z czcionek w prasach drukarskich);
- obraz i tekst znajdował się na jednej płytce (tekst służył do objaśnienia treści rysunku);
- obraz i tekst był tworzony na oddzielnych płytkach i odbijany na osobnych kartach;
- tekst pozbawiony rysunku (głównie podręczniki szkolne, gramatyki języka łacińskiego tzw. donaty).

Treść książek blokowych dotykała najczęściej tematyki religijnej i miała charakter moralizatorski, kaznodziejski, rzadziej poświęcone były obyczajom ludowym lub służyły rozrywce. Większość tego typu druków nie była opatrzona ani datą, ani nazwiskiem. Szacuje się, iż pierwsze książki blokowe powstały w latach 1420–1430 w Holandii, a następnie powstawały w południowych Niemczech, w Norymbergi, Ulm, Augsburgu i w Szwabii. Szczyt ich rozwoju przypada na lata 1455–1460. Ostatnie tego typu druki datuje się na początek lat XVI wieku. Według niemieckiego XIX-wiecznego uczonego, Wilhelma Ludwika Schreibera, z okresu od lat 30. XV wieku do pierwszych lat XVI wieku zachowały się 33 dzieła w 100 wydaniach, przy czym najwcześniejsze mają niektóre fragmenty zapisane ręcznie.

## Wydania książki blokowej
Do tytułów wytworzonych w ten sposób należały, m.in.:
- Apokalipsa św. Jana pod tytułem Historia sancti Johannis Evangelistae eiusque visiones apocalypticae – najwcześniejsze dzieło powstałe w latach 1420–1430 w Holandii.
- Biblia pauperum – przedstawiające sceny ze Starego i Nowego Testamentu;
- Ars moriendi – sztuka umierania, dzieło pochodzące z 1450 roku w Holandii;
- Ars memorandi – dzieło przeznaczone dla kleryków i duchownych;
- Speculum humanae salvationis – zwierciadło ludzkiego zbawienia;
- Oracula Sibyllina
- Liber regum – dzieło o życiu proroka Dawida;
- Hyrologium deviotonis – modlitewnik;
- Das buch von dem Endchrist – utwory na temat Antychrysta;
- Defensorium inviolatae virginitatias
- Salve Regina;
- Canticum Canticorum;
- Donatus minor – podręcznik do nauki języka łacińskiego z 1475 roku;
- Mirabilia Romae – przewodnik dla pielgrzymów do Rzymu;
- Canticum conticorum;
- Dance of Death;
- Abecadło.

## Książki blokowe w zbiorach bibliotecznych[2]

### Uniwersytet w Heidelbergu[3]
- Apokalypse,(łac.) wyd.południowe Niemcy (?), ok. 1469 (Pal Cod. Germanisches 226a)
- Apokalypse (łac. z odręcznymi tłumaczeniami niemieckimi) (Pal Cod. Germanisches 34)
- Ars-Moriendi (łac. – niem. z odręcznymi tłumaczeniami niemieckimi)
- Biblia pauperum (ksylograficzna z ręcznie pisanym tekstem)(Pal Cod. Germanisches 438
- Biblia Pauperum (łacina z ręcznym tłumaczeniem) (Pal Cod. Germanisches 34)
- Death of dance, Pal Cod. Germanisches 438)
- Symbolum Apostolicum, Cod. Pal. germ. 438,
- Septimania poenalis, Cod. Pal. germ. 438,
- Planetenbuch, Cod. Pal. germ. 438,
- Geschundener Wolf (dwuwierszowa bajka o chorym lwie), Cod. Pal. germ. 438,
- Dekalog, Cod. Pal. germ. 438,

### Biblioteka Państwowa w Bambergu[4]
- Ab anno domini 1478 (kalendarz na lata 1478–1496), 1478
- Ars memorandi, ok. 1470/75
- Ars moriendi, ok. 1475
- Die XXIIII. Stund des wercks vnser erlösung vnd des leydens xpi Christi, 1475
- Donatus, Aelius: Ars minor, ok. 1485
- Wagner, Ulrich (?): Regula von dre ist drey dinck die du setzt (sog. Bamberger Blockbuch), ok. 1471/1482

### Münchner Digitalisierungszentrum[5]
- Abecedarium, [Süddeutschland (Ulm)?], [ca. 1470?] (Xylogr. 39 t)

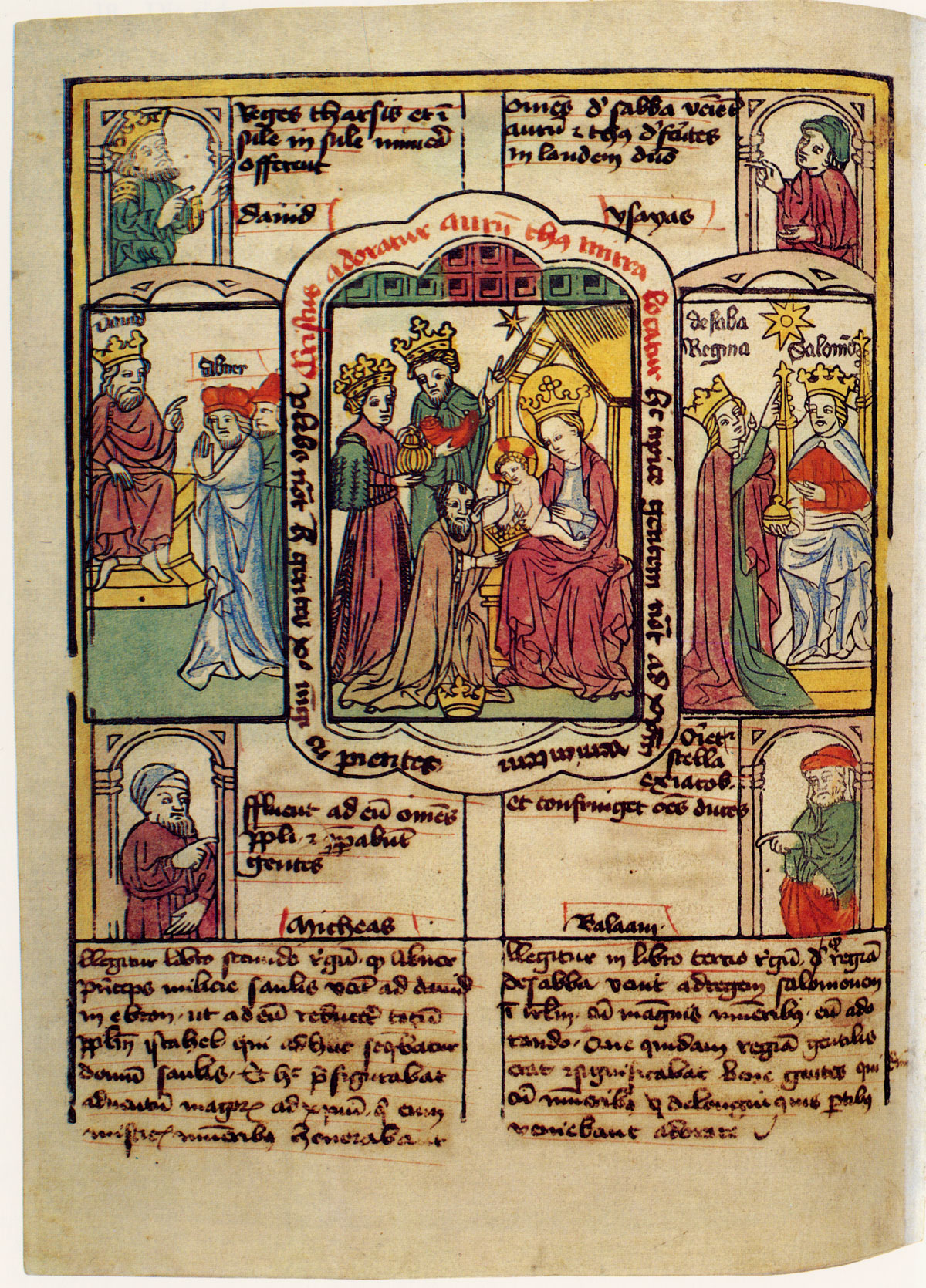
Strona z Biblii Pauperum z 1455 roku

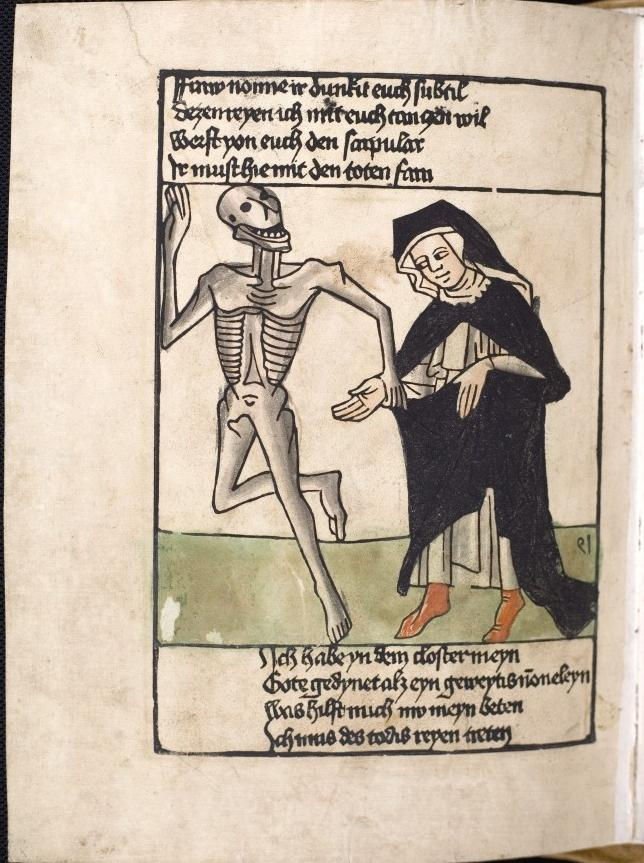
Strona z dzieła pt. Taniec ze śmiercią z 1455-1458

- Ars et modus contemplativae vitae, Norymberga, 2 egz z 1473
- Ars memorandi per figuras evangelistarum, Północne Niemcy (Norymberga lub Schwabia), 3 egz. z ok. 1470/75
- Ars memorandi per figuras evangelistarum, Północne Niemcy, 5 egz. z lat po 1470
- Ars moriendi, Ulm, 2 egz. z ok. 1468/69
- Ars moriendi, Nadrenia (Dolny Ren, Kolonia, Moguncja), [ok. 1470] (Memmingen, Stadtbibliothek)
- Ars moriendi, Nadrenia (Dolny Ren, Kolonia, Moguncja), [ok. 1470]
- Ars moriendi, Nadrenia (Dolny Ren, Strasburg, Basel), [ok. 1480/85?]
- Ars moriendi (południowe Niemcy), 3 egz. z lat ok. 1475
- Ars moriendi (południowe Niemcy), 2 egz. z lat ok. 1480/85
- Biblia pauperum, Niemcy, [ok. 1469]
- Biblia pauperum, Niemcy,
- Biblia pauperum, Nördlingen, 4 egz. z 1470,
- Biblia pauperum, Norymberga, 3 egz z 1472,
- Biblia pauperum, Holandia (z lat ok. 1460/65, ok. 1465, 2 egz. z lat ok. 1460/63)
- Canticum canticorum, Niemcy 3 egz. z lat ok. 1469/70
- Canticum canticorum, Holandia, 3 egz z lat ok. 1465
- Der Antichrist und die fünfzehn Zeichen vor dem Jüngsten Gericht, Norymberga, 2 egz z lat 1472
- Der Antichrist und die fünfzehn Zeichen vor dem Jüngsten Gericht, Norymberga, [ok. 1450 (ale nie po 1467)]
- Der Antichrist und die fünfzehn Zeichen vor dem Jüngsten Gericht, południowe Niemcy, 4 egz. z lat ok. 1465, ale przed 1470
- Die sieben Planeten, Bazylea, [ok. 1465/70]
- Die sieben Planeten, Szwabia, [ok. 1465]
- Donatus, Aelius: Ars minor, Ulm, [ok. 1476/77]
- Donatus, Aelius: Ars minor, Bazylea, [ok. 1486]
- Donatus, Aelius: Ars minor, Mittelrhein, [przed 1475]
- Donatus, Aelius: Ars minor, [ok. 1485/90]
- Franciscus [de Retza]: Defensorium inviolatae virginitatis Mariae, Nördlingen, 3 egz. z 1470
- Hartlieb, Johannes: Chiromantie, Augsburg, 3 egz. z ok. 1485/95
- Apokalypse Johannis, Niemcy, [ok. 1468/70]
- Apokalypse Johannis, Holandia, 2 egz z ok. 1465/70
- Apokalypse Johannis, Apokalypse Holandia, [ok. 1465/70]
- Apokalypse Johannis, Apokalypse Niemcy, 2 egz. z ok. 1468/70
- Apokalypse Johannis, Apokalypse Holandia, [ok. 1465/70]
- Jtem in dem puechlein stet geschrieben wie Rome gepauet ward, Rzym, [ok. 1475]
- Meinradslegende, [ok. 1466?]
- Regiomontanus, Johannes: Kalendarz, Norymberga, 3 egz z ok. 1474/76
- Speculum humanae salvationis, Holandia, [2 połowa XV wieku]
- Speculum humanae salvationis, Holandia, 2 egz. z ok. 1468/79
- Symbolum apostolicum, północne Niemcy, [przed 1470]

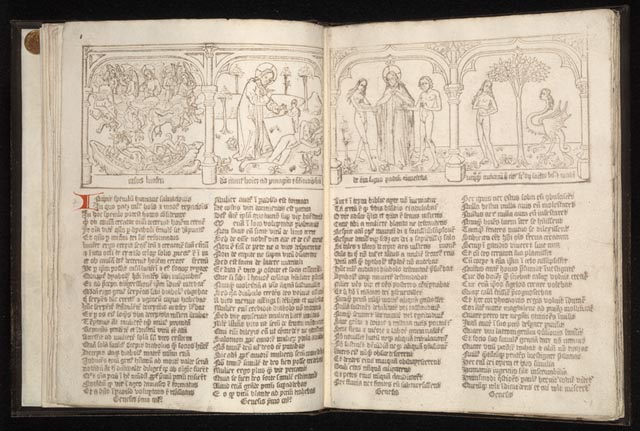
Dzieło Speculum Humanae Salvationis z 1470 roku

- Symbolum apostolicum, północne Niemcy, [po 1470?]
- Totentanz, [południowe Niemcy], [ok. 1465/70?]

### Oxfordzka Biblioteka Bodleiana[6]
- Apocalypse, Niderlandy i Niemcy 1460,
- Apocalypse, Niemcy 1465,
- Apocalypse, Niemcy 1468/70,
- Biblia Pauperum, Holandia ok. 1460-3, druk w Niemczech ok. 1465-70
- Biblia Pauperum, Niemcy ok. 1462-8
- Biblia Pauperum, Niemcy ok. 1470
- Canticum Canticorum, Niemcy ok. 1469-70
- Donatus: Ars minor, Ulm, Conrad Dinckmut, ok. 1476/80
- Speculum humanae salvationis, Niederlandy, ok. 1474-5
- Passion [fragment], Süddeutschland, ok. 1460/65

### Biblioteka Uniwersytecka Princeton
- Biblia pauperum, Norymberga, Hans Sporer, 1471 nie później niż 1475[7]

### Biblioteka Kongresowa w Waszyngtonie
- Apocalypsis Sancti Johannis, Niemcy ok. 1470[8]
- Ars memorandi per figuras Evangelistarum, Niemcy ok. 1470[9]
- Ars moriendi, Niemcy ok. 1466[10]
- Ars moriendi, Niemcy, ok. 1470[11]
- Ars Moriendi, Niemcy, 1475[12]
- Biblia pauperum, Niederlandy ok. 1470[13]
- Passio Christi, Niemcy ok. 1470[14]

### Biblioteka księżnej Anny Amalii w Weimarze
- Biblia pauperum – ok. 1470-1475[15]
- Ars memorandi notabilis per figuras evangelistarum. – ok. 1470-1475[15]

### Herzog August Bibliothek Wolfenbüttel
- Apocalypsis S. Johannis. [ok. 1465-70][16]
- Apocalypsis S. Johannis. [ok. 1470-75][17]
- Apocalypsis S. Johannis. [ok. 1462/3][18]
- Ars moriendi. Ulm, [ok. 1470][19]
- Ars moriendi Oberrhein, [ok. 1480/85][20]
- Ars moriendi Kolonia [ok. 1475][21]
- Biblia pauperum [ok. 1470-75][22]
- Biblia pauperum [ok. 1462-68][23]
- Biblia pauperum Nördlingen: [Walther ; Hurning], [nie przed 1470][24]
- Biblia pauperum Nürnberg: [Sporer], 1471[25]
- Geschichte des Simon von Trient Trient: Duderstat, 6.IX.1475[26]
- Hartlieb, Johannes: Die Kunst der Chiromantie Augsburg: Schapf, [ok. 1485/95][27]
- nie zidentyfikowany kalendarz[28]